# Gloeosoma rotundus
Gloeosoma rotundus är en skalbaggsart som först beskrevs av Sharp in Blackburn och Sharp 1885.  Gloeosoma rotundus ingår i släktet Gloeosoma och familjen punktbaggar. Inga underarter finns listade i Catalogue of Life.